# 부동산 개발업자
부동산 개발업자(real estate developer)는 부동산 개발(real estate development)을 총체적으로 관리 감독 개발하는 주체를 말한다. 건물의 가치뿐 아니라 주변 지역의 가치를 끌어올리며, 이는 불가분하게 도시재생, 커뮤니티 활성화와 연계된다. 따라서 디벨로퍼는 공공기관과 함께 도시계획과 도시개발을 이끌어내는 주체다. 2차대전 후 미국 필라델피아 지역의 레빗타운(Levittown), 도쿄의 롯폰기힐스(六本木ヒルズ), 상하이의 신텐디(新天地), 뉴욕의 미트패킹(Meatpacking) 지역 등이 디벨로퍼가 개발한 지역이다.

## 같이 보기
- 부동산